# Kärkevuomosjaure
Kärkevuomosjaure är en sjö i Kiruna kommun i Lappland och ingår i Torneälvens huvudavrinningsområde. Sjön har en area på 0,0777 kvadratkilometer och ligger 855,3 meter över havet.

## Delavrinningsområde
Kärkevuomosjaure ingår i det delavrinningsområde (757061-164618) som SMHI kallar för Ovan 756893-165079. Medelhöjden är 997 meter över havet och ytan är 48,6 kvadratkilometer. Det finns inga avrinningsområden uppströms utan avrinningsområdet är högsta punkten. Nakerätno som avvattnar avrinningsområdet har biflödesordning 2, vilket innebär att vattnet flödar genom totalt 2 vattendrag innan det når havet efter 458 kilometer. Avrinningsområdet består mestadels av kalfjäll (99 procent). Avrinningsområdet har 0,24 kvadratkilometer vattenytor vilket ger det en sjöprocent på 0,5 procent.